# Robert Lemm
Robert Lemm (Róterdam, 7 de mayo de 1945) es un traductor, escritor e hispanista holandés.

## Biografía

### Obra
Robert Lemm ha traducido numerosos libros del español al neerlandés. En 1979 recibió el premio Martinus Nijhoff por sus traducciones de obras de la literatura hispanoamericana, entre ellas las de autores como Octavio Paz (El laberinto de la soledad), Pablo Neruda (Confieso que he vivido), José Donoso (El obsceno pájaro de la noche) y especialmente por su traducción de Concierto barroco de Alejo Carpentier. 
Posteriormente ha traducido obras de Jorge Luis Borges, fray Luis de León, San Juan de la Cruz, Miguel de Unamuno, Juan Donoso Cortés, Joseph de Maistre, Léon Bloy, Leopoldo Marechal, Giovanni Papini y René Girard, entre otros.

### Propagandista del catolicismo tradicional
Lemm inició su andadura profesional en las revistas literarias Soma y Maatstaf, con artículos acerca de la literatura hispanoamericana. En la década de 1970 escribió para Vrij Nederland y Het Parool y más tarde colaboró con la revista en De Tweede Ronde. También se ha destacado como polemista por su posición crítica ante la fe en el progreso, la Ilustración, los derechos humanos, el liberalismo, el socialismo y la democracia. Lemm profesa la fe católica tradicional y es uno de los principales partidarios de que sea venerada la aparición mariana en Ámsterdam conocida como la Señora de todos los Pueblos. 
En el periódico De Staatskrant Gerard Reve definió a Lemm como «el último gran escritor e historiador católico». En tiempos recientes Robert Lemm ha publicando abundantes artículos y entrevistas en el semanario católico holandés Katholiek Nieuwsblad, en la revista conservadora Bitter Lemon y en la revista católico-conservadora mensual flamenca Catholica.

## Obras destacadas
- 1981: Bloedjas, schandkroniek van de Latijns-Amerikaanse dictator
- 1985: Heimwee naar het heden, de gouden eeuw in de Spaans-Amerikaanse roman
- 1989: Ochtend van Amerika, de Indiaanse wereld van vóór Columbus en de Spaanse veroveringen van de zestiende eeuw
- 1991: Optocht der dictators (retratos de gobiernos hispanoamericanos)
- 1991: De innerlijke biografie van Jorge Luis Borges, de literator als filosoof (biografía)
- 1993: De Spaanse Inquisitie
- 1995: Een literatuur van verwondering (ensayos)
- 1996: Ontijdige bespiegelingen (ensayos sobre tradición y modernismo en la literatura)
- 1996: Eldorado, het goud en de utopie
- 1999: Ziel van vlees en bloed, Miguel de Unamuno
- 2000: De kruisgang van het Christendom (sobre la caída de la Cristiandad)
- 2003: De Vrouwe van alle Volkeren, Amsterdamse verschijningen van bovennatuurlijke oorsprong
- 2002: De teloorgang van het geweten (ensayos, reflexiones sobre el espíritu del tiempo)
- 2002: Maranatha, de ridder en de draak
- 2002: Vloekgezant; Léon Bloy contra Friedrich Nietzsche (biografía)
- 2005: Die Spanische Inquisition
- 2004: Een grote paus (sobre Juan Pablo II)
- 2006: Goed fout; relaas van een Spaanse falangist
- 2006: Emanuel Swedenborg (biografía)
- 2007: Geschiedenis van Spanje
- 2007: Paus Benedictus XVI en de opkomst van Eurabia
- 2008: Maria; haar geheime evangelie; nieuwe en oude documenten onthuld
- 2009: Operatie Phoenix, de autobiografie van Raúl Reyes
- 2010: Borges como filósofo
- 2011: De jezuïeten, hun opkomst en hun ondergang
- 2012: Miguel de Unamuno, de ziel van Spanje, kerngedachten en uitspraken, tweetalig
- 2013: De woede van Vlaanderen, junto con Mohamed El-Fers
- 2013: Eén Rembrandt voor vijfentwintig levens, het overlevingsverhaal van David Cohen.
- 2013: Bloedjas, Portretten van Latijns-Amerikaanse heerszucht.
- 2013: De authentieke reactionair, Handorakel van de filosoof Nicolás Gómez Dávila, tweetalig.
- 2014: Essays over de ziel
- 2015: Het tragisch levensgevoel in de mensen en de volkeren van Miguel de Unamuno
- 2016: De innerlijke biografie van Jorge Luis Borges (3ª edición revisada y ampliada)
- 2016: One Rembrandt for 25 Jews
- 2016: Lawrence, heraut van het kalifaat
- 2017: Valse Schaamte", Waarom Maria niet in Nederland mocht verschijnen
- 2017: Het labyrint van de filosofie
- 2017: "Paus Franciscus, man van de dialoog"

- Datos: Q2233582
- Multimedia: Robert Lemm / Q2233582